# Boxeuropameisterschaften der Frauen 2019
Die 12. EUBC Boxeuropameisterschaften der Frauen wurden vom 22. August bis 1. September 2019 im Pabellón Amaya Valdemoro in Alcobendas und damit erstmals in Spanien ausgetragen. Es nahmen 136 Boxerinnen aus 32 Nationen in 10 Gewichtsklassen teil und lieferten sich 126 Kämpfe.

## Teilnehmende Nationen
- Armenien
- Aserbaidschan
- Belarus
- Bulgarien
- Dänemark
- England
- Finnland
- Frankreich
- Georgien
- Irland
- Italien
- Kosovo
- Kroatien
- Lettland
- Litauen
- Moldau
- Niederlande
- Norwegen
- Polen
- Rumänien
- Russland
- Schottland
- Schweden
- Schweiz
- Serbien
- Slowenien
- Spanien
- Tschechien
- Türkei
- Ukraine
- Ungarn
- Wales

## Medaillengewinnerinnen
| Klasse                        | Gold                                | Silber                        | Bronze                                                      |
| Halbfliegengewicht (45–48 kg) | Julija Tschumgalakowa Russland      | Demie-Jade Resztan England    | Roberta Bonatti Italien Hanna Ochota Ukraine                |
| Fliegengewicht (48–51 kg)     | Buse Naz Çakıroğlu Türkei           | Jelena Saweljewa Russland     | Tetjana Kob Ukraine Wassila Lkhadiri Frankreich             |
| Bantamgewicht (51–54 kg)      | Lenuta-Lacramioara Perijoc Rumänien | Karina Tasabekowa Russland    | Caroline Cruveillier Frankreich Julia Apanasowitsch Belarus |
| Federgewicht (54–57 kg)       | Irma Testa Italien                  | Karriss Artingstall England   | Sandra Kruk Polen Stanimira Petrowa Bulgarien               |
| Leichtgewicht (57–60 kg)      | Mira Potkonen Finnland              | Maïva Hamadouche Frankreich   | Amy Broadhurst Irland Sema Çalışkan Türkei                  |
| Halbweltergewicht (60–64 kg)  | Francesca Amato Italien             | Aneta Rygielska Polen         | Ornella Hetjewa Russland Marija Bowa Ukraine                |
| Weltergewicht (64–69 kg)      | Darima Sandakowa Russland           | Angela Carini Italien         | Busenaz Sürmeneli Türkei Rosie Eccles Wales                 |
| Mittelgewicht (69–75 kg)      | Aoife O’Rourke Irland               | Elżbieta Wójcik Polen         | Anastasia Schamonowa Russland Love Holgersson Schweden      |
| Halbschwergewicht (75–81 kg)  | Elif Güneri Türkei                  | Wiktorija Kebikawa Belarus    | Anastassija Tschernokolenko Ukraine Anna Iwanowa Russland   |
| Schwergewicht (+81 kg)        | Senfira Magomedalijewa Russland     | Tetiana Schewtschenko Ukraine | Flavia Severin Italien Vendula Kučerová Tschechien          |